# Чемпіонат Північної Європи з футболу
Чемпіонат Північної Європи з футболу (дан. Nordisk Mesterskab, норв. Nordisk Mesterskap, швед. Nordiska Mästerskapet, фін. Pohjoismaiden-mestaruusturnaus) — футбольне змагання національних збірних Північної Європи, що існувало з 1928 по 2001 рік. У турнірі в різні роки брали участь від трьох до шести команд, що за круговою системою визначали переможця. Найтитулованішою командою турніру стала Швеція, що виграла 9 з 14 розіграшів.

## Історія
У 1919 році данською, норвезькою та шведською футбольними федераціями був підписаний договір про проведення щорічно двох матчів між командами вищевказаних країн. Проте вперше ідея була вперше реалізована лише через чотири роки, у 1924 році. Турнір тривав 4 роки й завершився в 1928 році. Першим переможцем кубка стала збірна Данії.
На наступний турнір була запрошена збірна Фінляндії. Регламент був змінений для участі чотирьох команд — кожна команда протягом 4 років проводить 12 матчів, по 4 з кожним суперником, по 2 матчі вдома і 2 — у гостях. Переможцем турніру стала збірна Норвегії. Потім настав період гегемонії Швеції — з 1936 по 1977 рік команда завоювала 9 титулів чемпіонату Північної Європи поспіль. Турнір переривався під час Другої світової війни — четвертий чемпіонат почався в 1937 році, а завершився в 1947.
У післявоєнний період турнір виконував роль підготовки команд до чемпіонатів світу та Олімпійських ігор, але до 1970-х років, у зв'язку зі збільшенням кількості матчів між командами в офіційних турнірах, першість Північної Європи втратила актуальність. На передостанньому турнірі, проведеному з 1981 по 1983 рік, останній матч між командами Швеції та Норвегії навіть не був проведений, оскільки переможець був відомий — їм достроково стала команда Данії. Матч було зіграно лише в 1985 році.
Останнім турніром, проведеним під найменуванням «чемпіонат Північної Європи з футболу» став турнір, зіграний в період з 2000 по 2001 рік, на який додатково були запрошені збірні команди Ісландії та Фарерських островів. Кілька матчів було проведено в Іспанії, в Ла-Манзі під час тренувальних зборів. Переможцем чемпіонату вперше стала збірна Фінляндії. Один матч між норвезькою та фарерською збірними так і не був зіграний.

## Розіграші
| Роки    | Трофей            |           | Переможець | Фіналіст  | 3-е місце              | 4-е місце |
| 1924–28 | «Jubilæumspokal»  | Данія     | Швеція     | Норвегія  | Брало участь 3 команди |           |
| 1929–32 | «Guldkrus»        | Норвегія  | Швеція     | Данія     | Фінляндія              |           |
| 1933–36 | «Nordiske Pokal»  | Швеція    | Данія      | Норвегія  | Фінляндія              |           |
| 1937–47 | «Suomen Karhut»   | Швеція    | Данія      | Норвегія  | Фінляндія              |           |
| 1948–51 | «DBU's Vase»      | Швеція    | Данія      | Норвегія  | Фінляндія              |           |
| 1952–55 | «SvFF:s pokal»    | Швеція    | Норвегія   | Данія     | Фінляндія              |           |
| 1956–59 | «Eventyr og Lek»  | Швеція    | Норвегія   | Данія     | Фінляндія              |           |
| 1960–63 | «SPL's Pokal»     | Швеція    | Данія      | Норвегія  | Фінляндія              |           |
| 1964–67 | «Fodboldspillere» | Швеція    | Данія      | Фінляндія | Норвегія               |           |
| 1968–71 | «SvFF: s pokal»   | Швеція    | Данія      | Норвегія  | Фінляндія              |           |
| 1972–77 | —                 | Швеція    | Данія      | Норвегія  | Фінляндія              |           |
| 1978–80 | —                 | Данія     | Швеція     | Норвегія  | Фінляндія              |           |
| 1981–85 | —                 | Данія     | Швеція     | Норвегія  | Фінляндія              |           |
| 2000–01 | —                 | Фінляндія | Ісландія   | Данія     | Норвегія               |           |

## Медалісти
| Місце  | Країна    | Золото | Срібло | Бронза | Загалом |
| ------ | --------- | ------ | ------ | ------ | ------- |
| 1      | Швеція    | 9      | 4      | 0      | 13      |
| 2      | Данія     | 3      | 7      | 4      | 14      |
| 3      | Норвегія  | 1      | 2      | 9      | 12      |
| 4      | Фінляндія | 1      | 0      | 1      | 2       |
| 5      | Ісландія  | 0      | 1      | 0      | 1       |
| Всього | Всього    | 14     | 14     | 14     | 42      |

## Підсумкова статистика
| М | Збірна            | Участей | І   | В  | Н  | П  | ГЗ  | ГП  | РГ   | О   |
| - | ----------------- | ------- | --- | -- | -- | -- | --- | --- | ---- | --- |
| 1 | Швеція            | 14      | 147 | 89 | 26 | 32 | 382 | 198 | +184 | 293 |
| 2 | Данія             | 14      | 147 | 75 | 23 | 49 | 323 | 218 | +105 | 248 |
| 3 | Норвегія          | 14      | 145 | 52 | 31 | 62 | 265 | 300 | -35  | 187 |
| 4 | Фінляндія         | 13      | 137 | 21 | 24 | 92 | 150 | 401 | -251 | 66  |
| 5 | Ісландія          | 1       | 5   | 3  | 1  | 1  | 7   | 5   | +2   | 10  |
| 6 | Фарерські острови | 1       | 4   | 0  | 1  | 3  | 2   | 6   | -4   | 1   |